# Livciîți, Jîdaciv
Livciîți (în ucraineană Лівчиці) este o comună în raionul Jîdaciv, regiunea Liov, Ucraina, formată numai din satul de reședință.

## Demografie
Componența lingvistică a comunei Livciîți
     Ucraineană (99,5%)
     Alte limbi (0,5%)
Conform recensământului din 2001, majoritatea populației comunei Livciîți era vorbitoare de ucraineană (99,5%), existând în minoritate și vorbitori de alte limbi.